# Liste der Stolpersteine in Büttelborn
Die Liste der Stolpersteine in Büttelborn enthält die Stolpersteine, die im Rahmen des gleichnamigen Kunst-Projekts von Gunter Demnig in Büttelborn verlegt wurden. Mit ihnen soll an die Opfer des Nationalsozialismus erinnert werden, die in Büttelborn lebten und wirkten.

## Büttelborn
| Adresse                   | Name              | Inschrift | Verlegedatum  | Bild | Anmerkung |
| ------------------------- | ----------------- | --- | ------------- | ---- | --------- |
| Darmstädter Straße 19 ·   | Sigmund Seelig    | Hier wohnte Sigmund Seelig Jg. 1872 deportiert 1942 Theresienstadt tot 1943                                  | 3. Juli 2012  |      |           |
| Darmstädter Straße 19 ·   | Flora Seelig      | Hier wohnte Flora Seelig geb. Levy deportiert 1942 Theresienstadt tot 1943                                   | 3. Juli 2012  |      |           |
| Darmstädter Straße 19 ·   | Bella Seelig      | Hier wohnte Bella Seelig Jg. 1903 Flucht USA überlebt                                                        | 3. Juli 2012  |      |           |
| Darmstädter Straße 19 ·   | Frieda Seelig     | Hier wohnte Frieda Seelig Jg. 1904 deportiert 1942 Schicksal unbekannt                                       | 3. Juli 2012  |      |           |
| Darmstädter Straße 19 ·   | Else Seelig       | Hier wohnte Else Seelig Jg. 1906 Flucht 1934 USA überlebt                                                    | 3. Juli 2012  |      |           |
| Ludwigstraße 14 ·         | Sigmund Grünewald | Hier wohnte Sigmund Grünewald Jg. 1877 Flucht 1938 USA                                                       | 25. Okt. 2018 |      | [ 1 ]     |
| Ludwigstraße 14 ·         | Amalie Grünewald  | Hier wohnte Amalie Grünewald geb. Seelig Jg. 1876 Flucht 1938 USA                                            | 25. Okt. 2018 |      |           |
| Ludwigstraße 14 ·         | Lina Grünewald    | Hier wohnte Lina Grünewald verh. Ruppert Jg. 1904 versteckt überlebt                                         | 25. Okt. 2018 |      |           |
| Ludwigstraße 14 ·         | Jakob Grünewald   | Hier wohnte Jakob Grünewald Jg. 1906 Flucht 1937 USA                                                         | 25. Okt. 2018 |      |           |
| Ludwigstraße 14 ·         | Henni Grünewald   | Hier wohnte Henni Grünewald geb. Moritz Jg. 1909 Flucht 1937 USA                                             | 25. Okt. 2018 |      |           |
| Ludwigstraße 14 ·         | Erna Grünewald    | Hier wohnte Erna Grünewald verh. Schnapper Jg. 1912 deportiert 1942 Schicksal unbekannt                      | 25. Okt. 2018 |      |           |
| Ludwigstraße 14 ·         | Betty Grünewald   | Hier wohnte Betty Grünewald verh. Spiegel Jg. 1915 Flucht 1938 USA                                           | 25. Okt. 2018 |      |           |
| Ludwigstraße 14 ·         | Ruth Grünewald    | Hier wohnte Ruth Grünewald Jg. 1935 Flucht 1937 USA                                                          | 25. Okt. 2018 |      |           |
| Mainzer Straße 1 ·        | Sigmund Hirsch    | Hier wohnte Sigmund Hirsch Jg. 1877 Flucht 1936 USA überlebt                                                 | 24. Juni 2013 |      |           |
| Mainzer Straße 1 ·        | Elise Hirsch      | Hier wohnte Elise Hirsch geb. Fuld Jg. 1885 Flucht 1936 USA überlebt                                         | 24. Juni 2013 |      |           |
| Mainzer Straße 1 ·        | Betty Hirsch      | Hier wohnte Betty Hirsch Jg. 1910 Flucht 1936 USA überlebt                                                   | 24. Juni 2013 |      |           |
| Mainzer Straße 1 ·        | Erna Hirsch       | Hier wohnte Erna Hirsch Jg. 1912 Flucht 1935 Palästina überlebt                                              | 24. Juni 2013 |      |           |
| Mainzer Straße 1 ·        | Irene Hirsch      | Hier wohnte Irene Hirsch Jg. 1913 Flucht 1936 USA überlebt                                                   | 24. Juni 2013 |      |           |
| Mainzer Straße 10 ·       | Hermann Stein     | Hier wohnte Hermann Stein Jg. 1883 deportiert 1942 Ziel unbekannt ermordet                                   | 30. März 2011 |      |           |
| Mainzer Straße 10 ·       | Lina Stein        | Hier wohnte Lina Stein geb. David Jg. 1892 deportiert 1942 Ziel unbekannt ermordet                           | 30. März 2011 |      |           |
| Mainzer Straße 10 ·       | Ilse Stein        | Hier wohnte Ilse Stein Jg. 1913 Flucht 1935 Palästina überlebt                                               | 30. März 2011 |      |           |
| Mainzer Straße 10 ·       | Arthur Stein      | Hier wohnte Arthur Stein Jg. 1916 Flucht 1938 England überlebt                                               | 30. März 2011 |      |           |
| Mainzer Straße 10 ·       | Alfred Stein      | Hier wohnte Alfred Stein Jg. 1919 Flucht 1935 Palästina überlebt                                             | 30. März 2011 |      |           |
| Schulstraße 34 ·          | Betty Seelig      | Hier wohnte Betty Seelig Jg. 1865 deportiert 1942 Theresienstadt tot 1943                                    | 3. Juli 2012  |      |           |
| Weiterstädter Straße 12 · | Leopold Hirsch    | Hier wohnte Leopold Hirsch Jg. 1886 deportiert 1942 Theresienstadt ermordet 1943 in Auschwitz                | 24. Okt. 2011 |      |           |
| Weiterstädter Straße 12 · | Johanna Hirsch    | Hier wohnte Johanna Hirsch geb. Bruchfeld Jg. 1890 deportiert 1942 Theresienstadt ermordet 1943 in Auschwitz | 24. Okt. 2011 |      |           |
| Weiterstädter Straße 12 · | Ferdinand Hirsch  | Hier wohnte Ferdinand Hirsch Jg. 1913 Flucht 1935 USA überlebt                                               | 24. Okt. 2011 |      |           |
| Weiterstädter Straße 12 · | Ludwig Hirsch     | Hier wohnte Ludwig Hirsch Jg. 1914 Flucht 1936 USA überlebt                                                  | 24. Okt. 2011 |      |           |
| Weiterstädter Straße 12 · | Elsie Hirsch      | Hier wohnte Elsie Hirsch verh. Levy Jg. 1917 Flucht 1938 USA überlebt                                        | 24. Okt. 2011 |      |           |

## Klein-Gerau
| Adresse          | Name               | Inschrift                                                                               | Verlegedatum  | Bild | Anmerkung |
| ---------------- | ------------------ | --------------------------------------------------------------------------------------- | ------------- | ---- | --------- |
| Hauptstraße 14 · | Hermann Gottschall | Hier wohnte Hermann Gottschall Jg. 1878 deportiert 1942 ermordet in Auschwitz           | 22. Feb. 2012 |      |           |
| Hauptstraße 14 · | Rebekka Gottschall | Hier wohnte Rebekka Gottschall geb. Kahn Jg. 1886 deportiert 1942 ermordet in Auschwitz | 22. Feb. 2012 |      |           |
| Hauptstraße 14 · | Herbert Gottschall | Hier wohnte Herbert Gottschall Jg. 1908 Flucht 1933 Holland überlebt                    | 22. Feb. 2012 |      |           |
| Hauptstraße 14 · | Arthur Gottschall  | Hier wohnte Arthur Gottschall Jg. 1911 Flucht 1936 Holland überlebt                     | 22. Feb. 2012 |      |           |
| Hauptstraße 32 · | Willi Kugelmann    | Hier wohnte Willi Kugelmann Jg. 1896 Flucht 1937 USA überlebt                           | 19. Feb. 2014 |      |           |
| Hauptstraße 32 · | Auguste Kugelmann  | Hier wohnte Auguste Kugelmann geb. Hirsch Jg. 1908 Flucht 1937 USA überlebt             | 19. Feb. 2014 |      |           |
| Hauptstraße 32 · | Johanna Hirsch     | Hier wohnte Johanna Hirsch Jg. 1901 Flucht 1937 USA überlebt                            | 19. Feb. 2014 |      |           |
| Hauptstraße 32 · | Fred Kugelmann     | Hier wohnte Fred Kugelmann Jg. 1928 Flucht 1937 USA überlebt                            | 19. Feb. 2014 |      |           |
| Hauptstraße 32 · | Arthur Kugelmann   | Hier wohnte Arthur Kugelmann Jg. 1920 Flucht 1937 USA überlebt                          | 19. Feb. 2014 |      |           |
| Hauptstraße 32 · | Harold Kugelmann   | Hier wohnte Harold Kugelmann Jg. 1920 Flucht 1937 USA überlebt                          | 19. Feb. 2014 |      |           |

## Worfelden
| Adresse        | Name           | Inschrift | Verlegedatum  | Bild | Anmerkung |
| -------------- | -------------- | --- | ------------- | ---- | --------- |
| Borngasse 13 · | Max Kahn       | Hier wohnte Max Kahn Jg. 1861 unfreiwillig verzogen 1937 Darmstadt gedemütigt/entrechtet tot 19.2.1940                   | 26. Okt. 2019 |      | [ 2 ]     |
| Borngasse 13 · | Rosa Kahn      | Hier wohnte Rosa Kahn geb. Oppenheimer Jg. 1864 unfreiwillig verzogen 1937 Darmstadt gedemütigt/entrechtet tot 17.4.1940 | 26. Okt. 2019 |      |           |
| Borngasse 13 · | Siegfried Kahn | Hier wohnte Siegfried Kahn Jg. 1889 Flucht 1938 USA                                                                      | 26. Okt. 2019 |      |           |
| Borngasse 13 · | Emma Kahn      | Hier wohnte Emma Kahn geb. Markus Jg. 1888 Flucht 1939 USA                                                               | 26. Okt. 2019 |      |           |
| Borngasse 13 · | Karl Kahn      | Hier wohnte Karl Kahn Jg. 1920 Flucht 1939 USA                                                                           | 26. Okt. 2019 |      |           |
| Borngasse 13 · | Mathilde Kahn  | Hier wohnte Mathilde Kahn Jg. 1922 Flucht 1939 USA                                                                       | 26. Okt. 2019 |      |           |
| Neustraße 30 · | Bertha Kahn    | Hier wohnte Bertha Kahn geb. Mayer Jg. 1865 unfreiwillig verzogen 1938 Darmstadt gedemütigt/entrechtet tot 23.8.1939     | 26. Okt. 2019 |      | [ 2 ]     |
| Neustraße 30 · | Karl Kahn      | Hier wohnte Karl Kahn Jg. 1899 Flucht 1940 USA                                                                           | 26. Okt. 2019 |      |           |
| Neustraße 30 · | Gerta Kahn     | Hier wohnte Gerta Kahn geb. Oppenheimer Jg. 1902 Flucht 1940 USA                                                         | 26. Okt. 2019 |      |           |
| Neustraße 30 · | Alexander Kahn | Hier wohnte Alexander Kahn Jg. 1931 Flucht 1940 USA                                                                      | 26. Okt. 2019 |      |           |
| Unterdorf 33 · | Rudolf Kahn    | Hier wohnte Rudolf Kahn Jg. 1884 Flucht 1937 USA                                                                         | 4. Feb. 2015  |      | [ 3 ]     |
| Unterdorf 33 · | Berta Kahn     | Hier wohnte Berta Kahn geb. Lehmann Jg. 1892 Flucht 1937 USA                                                             | 4. Feb. 2015  |      |           |
| Unterdorf 33 · | Trude Kahn     | Hier wohnte Trude Kahn Jg. 1917 Flucht 1937 USA                                                                          | 4. Feb. 2015  |      |           |
| Unterdorf 33 · | Ludwig Kahn    | Hier wohnte Ludwig Kahn Jg. 1920 Flucht 1936 USA                                                                         | 4. Feb. 2015  |      |           |
| Unterdorf 33 · | Theodor Kahn   | Hier wohnte Theodor Kahn Jg. 1921 Flucht 1936 USA                                                                        | 4. Feb. 2015  |      |           |
| Unterdorf 34 · | Eva Kahn       | Hier wohnte Eva Kahn geb. Selig Jg. 1860 unfreiwillig verzogen 1940 Frankfurt gedemütigt/entrechtet tot 17.1.1940        | 4. Feb. 2015  |      | [ 3 ]     |
| Unterdorf 34 · | Max Mann       | Hier wohnte Max Mann Jg. 1896 deportiert 1941 Minsk ermordet                                                             | 4. Feb. 2015  |      |           |
| Unterdorf 34 · | Elsa Mann      | Hier wohnte Elsa Mann geb. Kahn Jg. 1897 deportiert 1941 Minsk ermordet                                                  | 4. Feb. 2015  |      |           |
| Unterdorf 34 · | Inge Mann      | Hier wohnte Inge Mann Jg. 1927 deportiert 1941 Minsk ermordet                                                            | 4. Feb. 2015  |      |           |